# CETIN
CETIN （捷克语全称：Česká telekomunik ačníinfrastruktura a.s.），是一家捷克的电信公司，隶属于捷克亿万富翁Petr Kellner旗下的国际投资集团PPF集团，Petr Kellner在《福布斯》2019年全球億萬富豪榜中名列第73位，資產達到155億美元。该公司是由原O2捷克股份公司拆分而创建。2015年4月28日，原O2捷克股份公司股东大会上做出决定，将公司拆分为两家公司：“CETIN”和“O2”。 两家公司于2015年6月1日进行实际分离独立，共同运营着由原O2捷克股份公司负责的捷克地区的固定接入网络，移动接入网络以及国际电信服务。
CETIN网络在捷克共有38000公里的光缆和2000万公里的同轴电缆。拥有6000个基站，使用GSM，UMTS，LTE和CDMA技术提供移动通信服务，并以SDH、WDM、以太网等IP技术提供固定网络服务，总共覆盖了捷克99.6％的人口。在国际上，CETIN在伦敦，维也纳，布拉迪斯拉发和法兰克福拥有国际接入点。
PPF集团于2015年12月3日在CETIN股东大会上决定压缩CETIN剩余少数股东，将少数股东拥有的股份转让予大股东。因此，在2016年1月PPF集团完成了对CETIN全部股本收购。
CETIN于2016年成为布拉格之春国际音乐节的合作伙伴。该公司与布拉格之春音乐节组委会合作在第71音乐节推出了新功能 —— 在布拉格的坎帕公园，以及捷克和斯洛伐克的八家电影院在线网络直播音乐会。